# Oppenheimer (film)
Az Oppenheimer 2023-ban bemutatott amerikai életrajzi filmthriller, amelyet Christopher Nolan írt és rendezett az American Prometheus című könyv alapján. A címszereplőt Cillian Murphy alakítja, további fontosabb szerepekben Emily Blunt, Matt Damon, Robert Downey Jr. és Florence Pugh látható.
Az Amerikai Egyesült Államokban 2023. július 21-én mutatták be a mozikban. Magyarországon július 20-án jelent meg az UIP-Dunafilm forgalmazásában.
A filmet a National Board of Review és az Amerikai Filmintézet 2023 legjobb tíz filmje közé sorolta. 
Az Oppenheimer 2024-ben öt Golden Globe-díjat (köztük a legjobb filmdráma), hét BAFTA-díjat (köztük a legjobb filmnek járó díjat), valamint hét Oscar-díjat köztük a legjobb film, a legjobb rendező valamint a legjobb férfi főszereplő- és mellékszereplő díját.

## Cselekmény
|  | Alább a cselekmény részletei következnek! |

1926-ban a 22 éves doktorandusz, J. Robert Oppenheimer Patrick Blackett fizikusnál tanul a cambridge-i Cavendish Laboratóriumban. Oppenheimer honvágytól és szorongástól szenved, és ügyetlen a laborban is. Oppenheimer csak késve ér oda Niels Bohr előadására Blackett miatt, ezért otthagy neki egy méreggel (kálium-cianiddal) befecskendezett almát, ezt másnap megbánja, majd sikeresen elveszi tőle és kidobja. Niels Bohrt eléggé lenyűgözi Oppenheimer intellektusa ahhoz, hogy azt javasolja neki, hogy inkább Németországban tanuljon elméleti fizikát, ahol Oppenheimer doktori fokozatot szerez. Később találkozik Werner Heisenberg elméleti fizikussal egy svájci konferencián.
Oppenheimer visszatér az Egyesült Államokba, és ott szeretné kiterjeszteni a kvantumfizikai kutatásokat. Tanítani kezd a Kaliforniai Egyetemen, Berkeleyben és a Kaliforniai Technológiai Intézetben. Megismerkedik leendő feleségével, Katherine „Kitty” Pueninggel, aki biológus, valamint korábban a  kommunista párt tagja. Emellett viszonya van Jean Tatlockkal, az USA Kommunista Pártjának tagjával. 1939-ben a náci Németországban urán atomot hasítanak, Oppenheimerék is felismerik a láncreakció lehetőségét, valamint egy esetleges atombomba megalkotását.
1942-ben, a második világháború közepette, Leslie Groves amerikai ezredes (1942 szeptemberétől tábornok) felkéri Oppenheimert, hogy vezesse a Manhattan Projektet az atombomba kifejlesztésére. Oppenheimert, aki zsidó származású, különösen az motiválja, hogy a nácik esetlegesen befejezik nukleáris fegyverprogramjukat Heisenberg vezetésével. Oppenheimer egy tudományos csapatot állít össze (köztük van Teller Ede és Isidor Isaac Rabi). Groves az új-mexikói Los Alamosban zárt telepet épít a kutatóknak és családjuknak. Oppenheimer együttműködik Enrico Fermi és David L. Hill tudósokkal. Ahogy a munka folytatódik, Oppenheimer tudomást szerez Tatlock öngyilkosságáról.
Miután Németország megadja magát, a projekt egyes tudósai megkérdőjelezik a bomba jelentőségét, míg Oppenheimer úgy véli, hogy a használata gyorsan véget vet a csendes-óceáni háborúnak, megmentve amerikai katonák életét. Tájékoztatja Groves-t, hogy ő és Albert Einstein megvitatták azt a lehetőséget, hogy egy atomrobbanás légköri láncreakciót válthat ki, amely elpusztíthatja a világot, bár ennek esélye közel nulla (ennél többet nem tudnak megállapítani elméleti síkon). Oppenheimerék sikerrel végrehajtják a kísérleti atomrobbantást, a Szentháromság-tesztet. Truman elnök elrendeli Hirosima és Nagaszaki lebombázását, ez Japánt megadásra kényszeríti. Oppenheimer az „atombomba atyjaként” válik ismertté, de a hatalmas pusztítás és a rengeteg áldozat gondolata folyamatosan kísérti. Sikertelenül sürgeti Trumant, hogy korlátozza a további atomfegyver-fejlesztést.
Az Egyesült Államok Atomenergia-bizottságának tanácsadójaként Oppenheimer a további nukleáris kutatások, különösen a Teller által javasolt hidrogénbomba ellen szólal fel. Oppenheimer álláspontja vita tárgyává válik a Szovjetunióval vívott feszült hidegháború közepette. Lewis Strauss, az AEC elnöke megneheztel Oppenheimerre, mert az megalázta őt egy norvég izotóp szállítással kapcsolatos vitában, illetve Strauss úgy hiszi, hogy Oppenheimer ellene fordította a tudósokat, Einsteinnel kezdve egy tóparti beszélgetés során.
Az Oppenheimer politikai befolyásának megszüntetésére irányuló meghallgatáson Teller ellene vall, míg Strauss kihasználja Oppenheimer kommunista párttagokkal való korábbi kapcsolatait, hogy megszüntethesse biztonsági engedélyét. Annak ellenére, hogy tanúskodnak a védelmében, Oppenheimer engedélyét visszavonják, így kegyvesztetté válik és megfosztják politikai befolyásától. Strauss későbbi szenátusi meghallgatásán, amelyen  kereskedelmi miniszteri jelöléséről szavaznak, Hill tanúskodik Strauss személyes indítékairól Oppenheimer bukásának megtervezésében.  Az amerikai szenátus Strauss jelölése ellen szavaz.
A film végén kiderül miről beszélt valójában Einstein és Oppenheimer a tóparton. Oppenheimer felfedi aggályait Einsteinnek a nukleáris fegyverekről, amelyek az emberiség pusztulásához vezethetnek.
|  | Itt a vége a cselekmény részletezésének! |

## Szereplők
| Szereplő                | Színész               | Magyar hang        |
| ----------------------- | --------------------- | ------------------ |
| Robert Oppenheimer      | Cillian Murphy        | Welker Gábor       |
| Katherine Oppenheimer   | Emily Blunt           | Németh Borbála     |
| Leslie Groves           | Matt Damon            | Stohl András       |
| Lewis Strauss           | Robert Downey Jr.     | Fekete Ernő        |
| Jean Tatlock            | Florence Pugh         | Szilágyi Csenge    |
| David L. Hill           | Rami Malek            | Fehér Tibor        |
| Teller Ede              | Benny Safdie          | Lukács Dániel      |
| Robert Serber           | Michael Angarano      | Fekete Zoltán      |
| Ernest Lawrence         | Josh Hartnett         | Szatory Dávid      |
| Niels Bohr              | Kenneth Branagh       | Csankó Zoltán      |
| Kenneth Nichols         | Dane DeHaan           | Szűcs Péter Pál    |
| Frank Oppenheimer       | Dylan Arnold          | Márkus Sándor      |
| Isidor Isaac Rabi       | David Krumholtz       | Hajdu Steve        |
| Szenátusi titkár        | Alden Ehrenreich      | Baráth István      |
| Vannevar Bush           | Matthew Modine        | Harsányi Gábor     |
| Richard Feynman         | Jack Quaid            | Ágoston Péter      |
| William L. Borden       | David Dastmalchian    | Király Dániel      |
| Roger Robb              | Jason Clarke          | Rátóti Zoltán      |
| Kenneth Bainbridge      | Josh Peck             | Szabó Andor        |
| Seth Neddermeyer        | Devon Bostick         | L. Nagy Attila     |
| Luis Walter Alvarez     | Alex Wolff            | Fülöp Tamás        |
| Gordon Gray             | Tony Goldwyn          | Simon Kornél       |
| Tanácsadó               | Scott Grimes          | Holl Nándor        |
| Giovanni Rossi Lomanitz | Josh Zuckerman        | Hamvas Dániel      |
| Patrick Blackett        | James DʼArcy          | Dévai Balázs       |
| Werner Heisenberg       | Matthias Schweighöfer | Seder Gábor        |
| Klaus Fuchs             | Christopher Denham    | Sörös Miklós       |
| Donald Hornig           | David Rysdahl         | Brasch Bence       |
| George Eltenton         | Guy Burnet            | Bergendi Áron      |
| Enrico Fermi            | Danny Deferrari       | Pál Tamás          |
| Ruth Sherman Tolman     | Louise Lombard        | Czirják Csilla     |
| Philip Morrison         | Harrison Gilbertson   | Magyar Bálint      |
| Jackie Oppenheimer      | Emma Dumont           | Ács Bernadett      |
| Hans Albrecht Bethe     | Gustaf Skarsgård      | Seress Zoltán      |
| George Kistiakowsky     | Trond Fausa Aurvåg    | Dévai Balázs       |
| Edward Condon           | Olli Haaskivi         | Takátsy Péter      |
| Harry S. Truman         | Gary Oldman           | Epres Attila       |
| Lilli Hornig            | Olivia Thirlby        | Tóth Szilvia Lilla |
| Boris Pash              | Casey Affleck         | Hevér Gábor        |
| Albert Einstein         | Tom Conti             | Várkonyi András    |
| Szilárd Leó             | Haumann Máté          | Haumann Máté       |

## A film készítése
2020 decemberében a Warner Bros. Pictures bejelentette, hogy a koronavírus-világjárvány filmiparra gyakorolt hatása miatt a 2021-es filmjeit egyidejűleg tervezi a mozikban és az HBO Maxon vetíteni. Christopher Nolan, aki az Álmatlanság című filmjétől kezdve minden egyes filmjénél együttműködött a stúdióval, hitetlenkedésének adott hangot a döntés miatt. 2021 januárjában a médiajelentések megemlítették annak lehetőségét, hogy Nolan következő filmje lehet az első, amelyet nem a Warner Bros. finanszíroz és nem a Warner Bros. forgalmaz. Nolan korábban támogatta a stúdió döntését, hogy a Wonder Woman 1984 egyidejűleg kerüljön bemutatásra, és kijelentette, hogy szerinte ezt a helyzetet megfelelően kezelték, de azt mondta, hogy kizárták őt a Tenet című filmje elhalasztott bemutatásával kapcsolatos megbeszélésekből.
2021 szeptemberében a Deadline Hollywood arról számolt be, hogy Nolan írna és rendezne egy második világháború idején játszódó életrajzi filmet Robert Oppenheimerről, az atombomba egyik megalkotójáról, amelynek főszerepéről Cillian Murphy-vel folynak a tárgyalások. Nolan több stúdiót is megkeresett a projektért, köztük a Sony Pictures-t, a Universal Pictures-t, a Paramount Pictures-t és az Apple Studios-t a Warner Bros-szal való feszült viszonya miatt. Szeptember 14-én megerősítették, hogy a Universal fogja finanszírozni és forgalmazni a filmet, a gyártás pedig 2022 első negyedévében kezdődik.

### Forgatás
A forgatás előkészületei 2022 januárjában kezdődtek Új-Mexikóban, ahol maga a forgatás 2022. február végén kezdődött. A forgatás négy hónapnyi munka után, 2022 májusában fejeződött be. A filmnek IMAX-változata is készült.

## Fordítás
- Ez a szócikk részben vagy egészben  az   Oppenheimer (film) című angol Wikipédia-szócikk fordításán alapul.  Az eredeti cikk szerkesztőit annak laptörténete sorolja fel. Ez a jelzés csupán a megfogalmazás eredetét és a szerzői jogokat jelzi, nem szolgál a cikkben szereplő információk forrásmegjelöléseként.